# Maximiliano Flores
Maximiliano Flores (San Miguel de Tucumán, Argentina; 30 de agosto de 1991) es un futbolista argentino juega de arquero, actualmente en San Jorge de Tucumán.

## Trayectoria
Debutó a los 20 años en un partido amistoso contra su clásico rival, sin embargo fue su único partido en 2012, porque después sería el arquero suplente de Cristian Lucchetti. En 2014 es dejado en libertad por el club. 
Luego de ser dejado en libertad por Atlético Tucumán firma para Lastenia que juega actualmente la Liga Tucumana de Fútbol. Jugó su primer partido ante Central Norte (Tucumán) donde tuvo una destacadísima actuación, en la copa argentina contra Talleres de Frías se lució en el partido luego de que en la definición por penales atajó dos disparos y le dio la clasificación a su equipo.
Después de una excelente temporada en Lastenia y con la alianza de los presidente del Expreso Verde, firma para San Jorge de Tucumán por un temporada para enfrentar el Torneo Federal A 2015, donde tiene buenas participaciones en el club.
En 2016 el jugador queda libre y es contratado por el Club Deportivo Independiente de Río Colorado Para disputar el torneo Federal B.
Luego de finalizar el campeonato para el club de Río Colorado, Maximiliano Flores se convierte en el nuevo refuerzo de Sarmiento de La Banda para afrontar el Torneo federal B 2016.
Tras finalizar el torneo Federal B, apareció la chance de ir a jugar a Tiro federal de Morteros para el Federal B 2017, pero un desacuerdo obligó a Maxi a salir del club, en la actualidad se encuentra en San Jorge de Tucumán.

## Clubes
| Club                               | País      | Año         |
| ---------------------------------- | --------- | ----------- |
| Atlético Tucumán                   | Argentina | 2012- 2014  |
| Lastenia                           | Argentina | 2014 - 2015 |
| San Jorge de Tucumán               | Argentina | 2015        |
| Independiente de Río Colorado      | Argentina | 2016        |
| Club Atlético Sarmiento (La Banda) | Argentina | 2016        |
| San Jorge de Tucumán               | Argentina | 2017 -      |